# Yeongyang-eup
Yeongyang-eup (koreanska: 영양읍) är en köping i kommunen Yeongyang-gun i provinsen Norra Gyeongsang i den östra delen av
Sydkorea, 220 km sydost om huvudstaden Seoul. Det är den administrativa huvudorten i kommunen.